# Pålandsvind
Pålandsvind är när det blåser från havet mot land. Motsatsen är frånlandsvind.
Pålandsvind kan ge högre vattentemperaturer än vid frånlandsvind. Särskilt om vattnet är isfritt på vintern kan pålandsvinden orsaka lokala snöbyar, utan att det finns ett frontsystem, och kraftig pålandsvind kan då även bilda snökanoner.
Översvämningar vid kustnära områden inträffar särskilt i samband med kraftig pålandsvind.
En väderlek med pålandsvind leder i kustnära vatten ofta till bra fiskeförhållanden, då vinden (strömmen) drar betesfisken mot land, där också predatorerna då samlas för att äta.[källa behövs]